# Västra Småvatten
Västra Småvatten är en sjö i Stenungsunds kommun i Bohuslän och ingår i Göta älv-Bäveåns kustområde. Sjön är 8,1 meter djup, har en yta på 0,01 kvadratkilometer och befinner sig 75 meter över havet.